# Koetshuis Lange Brinkweg 18
Lange Brinkweg 18 is een gemeentelijk monument in Soest in de provincie Utrecht. Het voormalige koetshuis werd in 1887 gebouwd voor het herenhuis op Kerkpad Noordzijde 35.
Het zadeldak loopt met de nok evenwijdig aan de Lange Brinkweg. Het witgepleisterde koetshuis is verbouwd tot woning. Het gebruik als koetshuis is nog herkenbaar door de gevelindeling, de hergebruikte stalvensters en de twee medaillons met paardenkoppen.